# Brzostów
Brzostów (prononciation : [ˈbʐɔstuf]) est un village polonais de la gmina de Jaraczewo dans le powiat de Jarocin de la voïvodie de Grande-Pologne dans le centre-ouest de la Pologne.
Il se situe à environ 10 kilomètres à l'est de Jaraczewo (siège de la gmina), à 5 kilomètres à l'ouest de Jarocin (siège du powiat) et à 60 kilomètres au sud-est de Poznań (capitale régionale).

## Histoire
De 1818 à 1919, Brzustow fait partie de l'arrondissement de Pleschen (de) puis à partir de 1887, de l'arrondissement de Jarotschin dans le district de Posen au sein de la province de Posnanie.
De 1975 à 1998, le village faisait partie du territoire de la voïvodie de Kalisz.

Depuis 1999, Brzostów est situé dans la voïvodie de Grande-Pologne.